# Daniel de Besche
Daniel de Besche, född 3 maj 1648, död 26 februari 1685 i Landskrona, var en svensk militär. Han var son till Gerard de Besche.

## Biografi
Daniel de Besche blev student vid Uppsala universitet 1660 och i Leipzig 1665. Han företog därefter diverse utländska resor, innan han 1673 ingick som officer vid Upplands regemente. Han befordrades 22 januari 1674 till löjtnant. Då kriget mot Brandenburg bröt ut befann sig åtta kompanier av regementet i Pommern, men förlusterna bland dessa blev så stora, att flera enheter blev 1676 tvungna att slås samman och flera officerare, däribland Daniel de Besche blev övertaliga. Efter en väntetid under vilken de Besche befordrades till kaptenlöjtnant 23 december 1676 och kapten 2 januari 1677 kom han till Stettin där han på grund av sina kunskaper om minering tjänstgjorde som ingenjörsofficer och ledde minförsvaret under stadens belägring, varunder han sårades 5 oktober 1677 men var snart åter i tjänst. Under förhandlingarna med kurfursten av Brandenburg sändes de Besche till det brandeburgska lägret som gisslan. Efter Stettins kapitulation mot fritt avtåg följde de Besche med den övriga garnisonen till Stralsund, varifrån han översändes till Skåne. Där utsågs han 11 maj 1678 till generalkvartersmästarelöjtnant vid armén i Skåne som ersättare för Simon Kraft som i april skjutits av snapphanar i Örknered. Som sådan tjänstgjorde han fram till fredsslutet, varefter han 11 maj 1680 utsågs till överstelöjtnant vid det i Pommern värvade Tyska livregementet till fot. Regementet hade lidit svåra förluster under kriget, och då regementschefen Carl Gustaf Oxenstierna mestadels var frånvarande fick de Besche uppgiften att återupprätta regementet, ett uppdrag som medförde stora problem då det saknades pengar för uppgiften. Hösten 1681 överfördes regementet till Skåne som garnison i olika städer, de Besche själv placerades i Landskrona. Då generalkvartermästarelöjtnanten Johan Drummond avsattes för brott mot duellplakatet tillsattes de Besche att upprätthålla tjänsten. Han avled dock endast några månader därefter.

### Familj
de Besche gifte sig 31 januari 1683 på Forsmark med Catharina Regina Lillieberg (död 1708), dotter av översten Christer Lillieberg och Anna Arendtsdotter.